# Danny McKnight
Danny R. McKnight (Columbus, 9 aprile 1951) è un ex militare statunitense che ha servito nello United States Army, è principalmente conosciuto per aver comandato il 75º reggimento ranger durante la Battaglia di Mogadiscio, la sua partecipazione alla battaglia è stata fedelmente rappresentata nel film Black Hawk Down dove il suo ruolo è stato interpretato dall'attore Tom Sizemore.

## Biografia
Danny R. McKnight è nato nella città di Columbus in Georgia nel 1951. La sua famiglia nel 1959 si è trasferita nella città di Rockledge in Florida. Nel 1969 si è diplomato nella Cocoa High School e nel 1971 nel Brevard Community College ora (Eastern Florida State College).
È stato durante i suoi studi universitari che la sua carriera militare ha iniziato a prendere piede. È stato riconosciuto come laureando militare distinto dalla Florida State University nel 1973, poco dopo aver conseguito una laurea breve in gestione. Ha completato il corso base da sottufficiale e si è laureato nella United States Army Airborne School e alla Ranger School. Nel 1985, ha conseguito un Master's degree in alta istruzione all'Università della Florida mentre veniva simultaneamente assegnato come professore assistente in scienza militare, all'università della riserva di ufficiali del dipartimento dell'esercito.
Nel 1989, McKnight è stato assegnato a Panama nell'ambito dell'Invasione statunitense di Panama.
nel 1993, McKnight è stato nuovamente assegnato a Mogadiscio in Somalia. Durante questo periodo, ha servito come comandante del 75º reggimento ranger come parte del distaccamento delle forze speciali incaricato di compiti di peacekeeping con mandato dell'ONU. Ai tempi era il secondo intervento delle Nazioni Unite nella Guerra civile in Somalia.
la situazione a Mogadiscio è rapidamente degenerata, con il risultato della Battaglia di Mogadiscio. McKnight ha partecipato nella battaglia al comando di 450 soldati del 75º reggimento ranger e del convoglio in movimento nella città. Ha subito delle ferite al collo e a un braccio durante la battaglia.